# Loppington
Loppington – wieś w Anglii, w hrabstwie Shropshire. Leży 17 km na północ od miasta Shrewsbury i 236 km na północny zachód od Londynu. Miejscowość liczy 576 mieszkańców.